# San Andrés de Cuerquia

Bandeira de San Andrés de Cuerquia.

Localização de San Andrés de Cuerquia, no departamento de Antioquia.

San Andrés de Cuerquia é uma cidade e município da Colômbia, no departamento de Antioquia.